# Guardia Leib

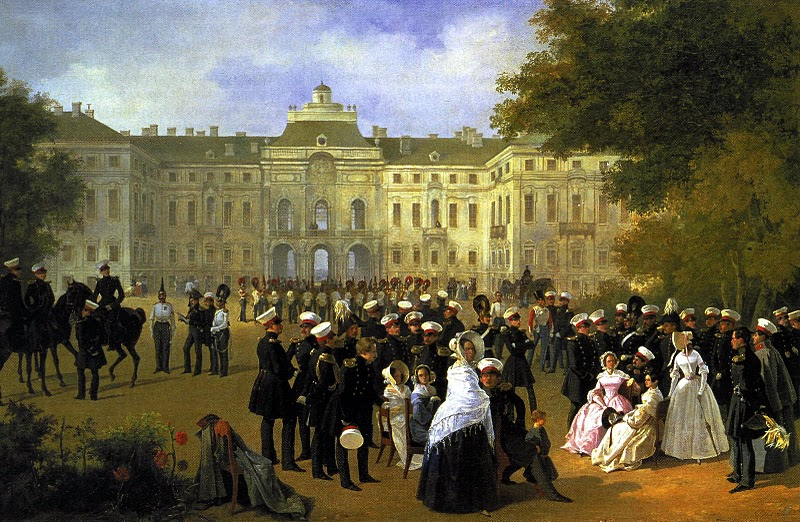
Una recepción de los Guardias Lieib en el Palacio Konstantínovski de Strelna, alrededor de 1850.

El término Guardia Lieib (en ruso Ле́йб-гва́рдия, del alemán Leibgarde, que significa cuerpo de guardia) hacía referencia a unidades de militares distinguidos sirviendo al emperador de Rusia como guardia personal. Con este fin Pedro I de Rusia fundó dos regimientos de infantería: Semiónovski (Семёновский) y Preobrazhenski (Преображе́нский). Al ser instruidos por el propio zar, pronto se convirtieron en los guardias más distinguidos, tomando luego parte en las "revoluciones de palacio" de las emperatrices Isabel I y Catalina II de Rusia. 

## Organización de la Guardia Lieib del año 1914

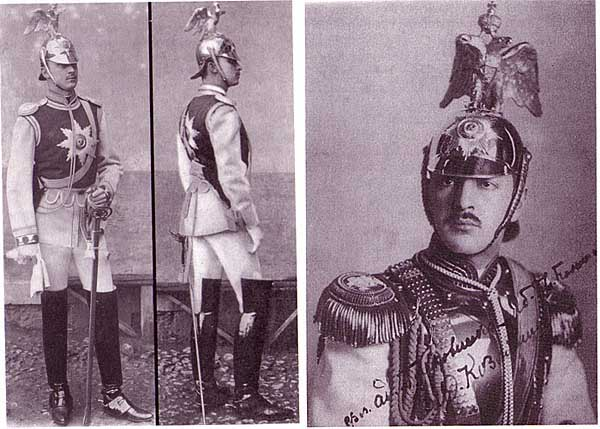
Guardia Lieib de Caballería (cavalergard)

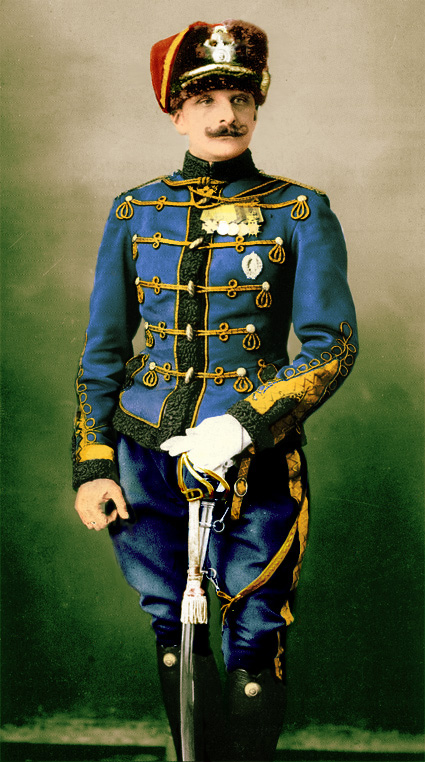
Guardia Lieib de Húsares. 1905

Cuerpo de Guardias Imperiales del Ejército, Cuartel General de Miliónnaya, San Petersburgo
- División Guardia Infantería 1, Cuartel General de Fontanka, San Petersbugo (juntos con otras unidades del Cuerpo de Guardias)
  - Brigada Guardia Infantería 1
    - Regimiento Guardia Preobrazhenski
    - Regimiento Guardia Semiónovski

  - Brigada Guardia Infantería 2
    - Regimiento Guardia Izmálovski
    - Regimiento Guardia Éguerski

  - Brigada de Artillería de la Guardia 1
- División de Guardia Infantería 2
  - Brigada de Guardia Infantería 3
    - Regimiento de Guardia Moscú
    - Regimiento Guardia de Granaderos

  - Brigada de Guardia Infantería 4
    - Regimiento Guardia Pávlovski
    - Regimiento Guardias de Finlandia

  - Brigada Guardia Artillería 2
- División de Guardia Caballería 1
  - Brigada de Caballería de la Guardia 1
    - Regimiento Guardia Chevalier "ESS Emperatriz María Fiódorovna", Regimiento del Caballo de la Guardia

  - Brigada de Caballería Guardia 2
    - Regimiento de Coraceros Guardias del SM el Emperador, Regimiento de Coraceros Guardias del SM la Emperatriz

  - Brigada de Caballería Guardia 3
    - Regimiento de Cosacos Guardias de SM el Emperador, Regimiento Ataman de la Guardia, Regimiento Conjunto del Cosacos Guardias

  - Brigada de Artillería a Caballo de la Guardia 1
- División Guardia Caballería 2
  - Brigada de Caballería Guardia 4
    - Regimiento de Guardias Granaderos a Caballo, Regimiento de Lanceros de la Guardia

  - Brigada de Caballería Guardia 5
    - Regimiento de Guardias Dragones, Regimiento de Guardias Húsares del SM el Emperador

  - Brigada de Artillería a Caballo de la Guardia 2
- Brigada de Guardias Cazadores
  - Regimiento de Cazadores de la Guardia 1
  - Regimiento de Cazadores de la Guardia 2
  - Regimiento de Cazadores de la Guardia 3
  - Regimiento de Cazadores de la Guardia 4
- Brigada Independiente de Artillería a Caballo de la Guardia
- Grupo de Artillería de Obús de la Guardia
- Batallón de Zapadores de la Guardia
- Compañía de Aviación de la Guardia

## Encaces externos
- Guardia Imperial en las guerras napoleónicas

- Datos: Q7049772
- Multimedia: Russian Imperial Guard / Q7049772